# Endrosa fasciata
Endrosa fasciata là một loài bướm đêm thuộc phân họ Arctiinae, họ Erebidae.